# Südbahnmuseum Mürzzuschlag

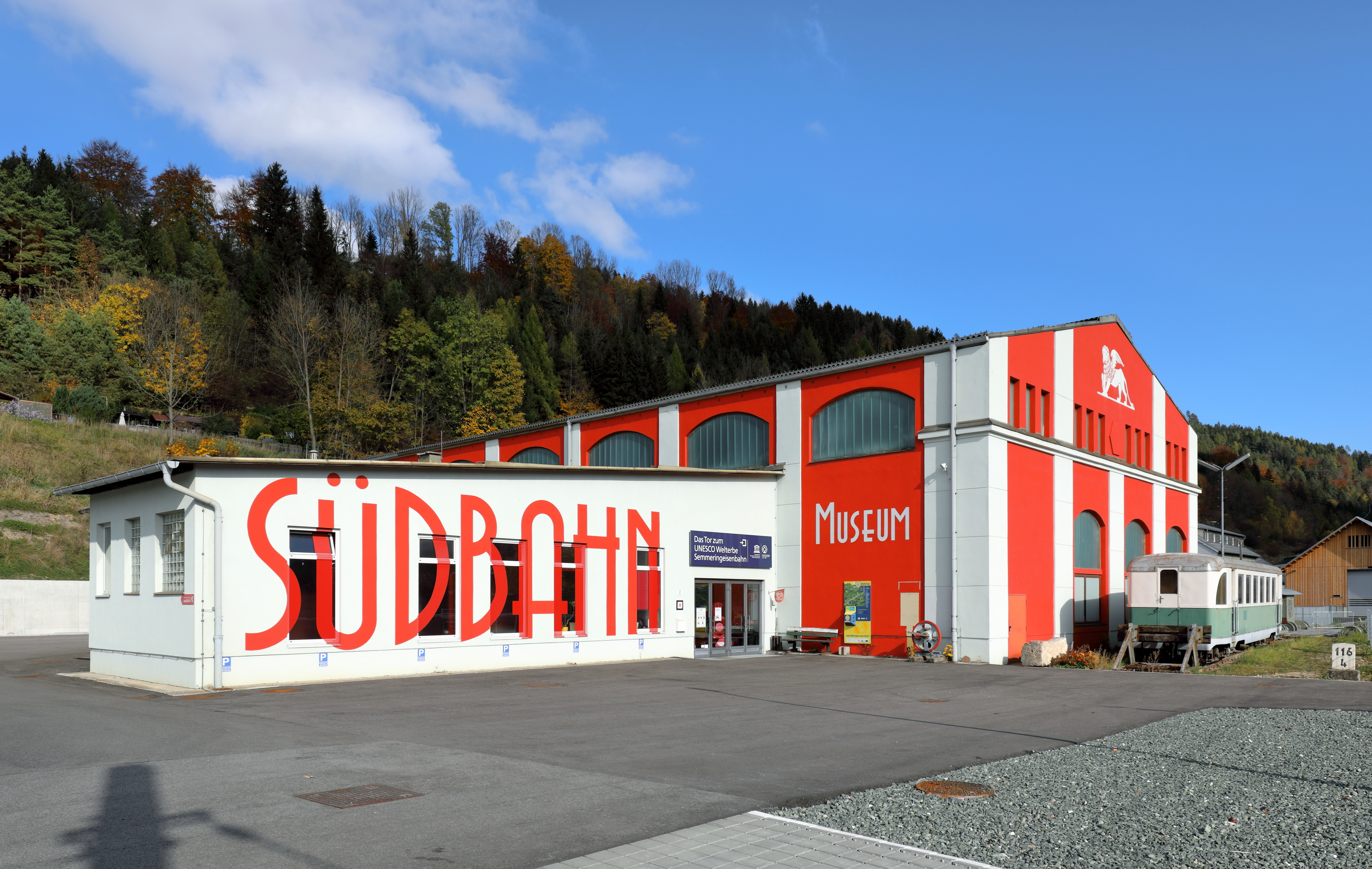
Südbahnmuseum in Mürzzuschlag

Das Südbahnmuseum Mürzzuschlag ist ein Eisenbahnmuseum in der ehemaligen Zugförderung Mürzzuschlag der Österreichischen Bundesbahnen. Es steht in der Heizhausgasse im Nordosten des Bahnhofs Mürzzuschlag in der Stadtgemeinde Mürzzuschlag im Bezirk Bruck-Mürzzuschlag in der Steiermark. Das Museum steht als Teil des Bahnhofs-Ensembles unter Denkmalschutz (Listeneintrag).

## Geschichte

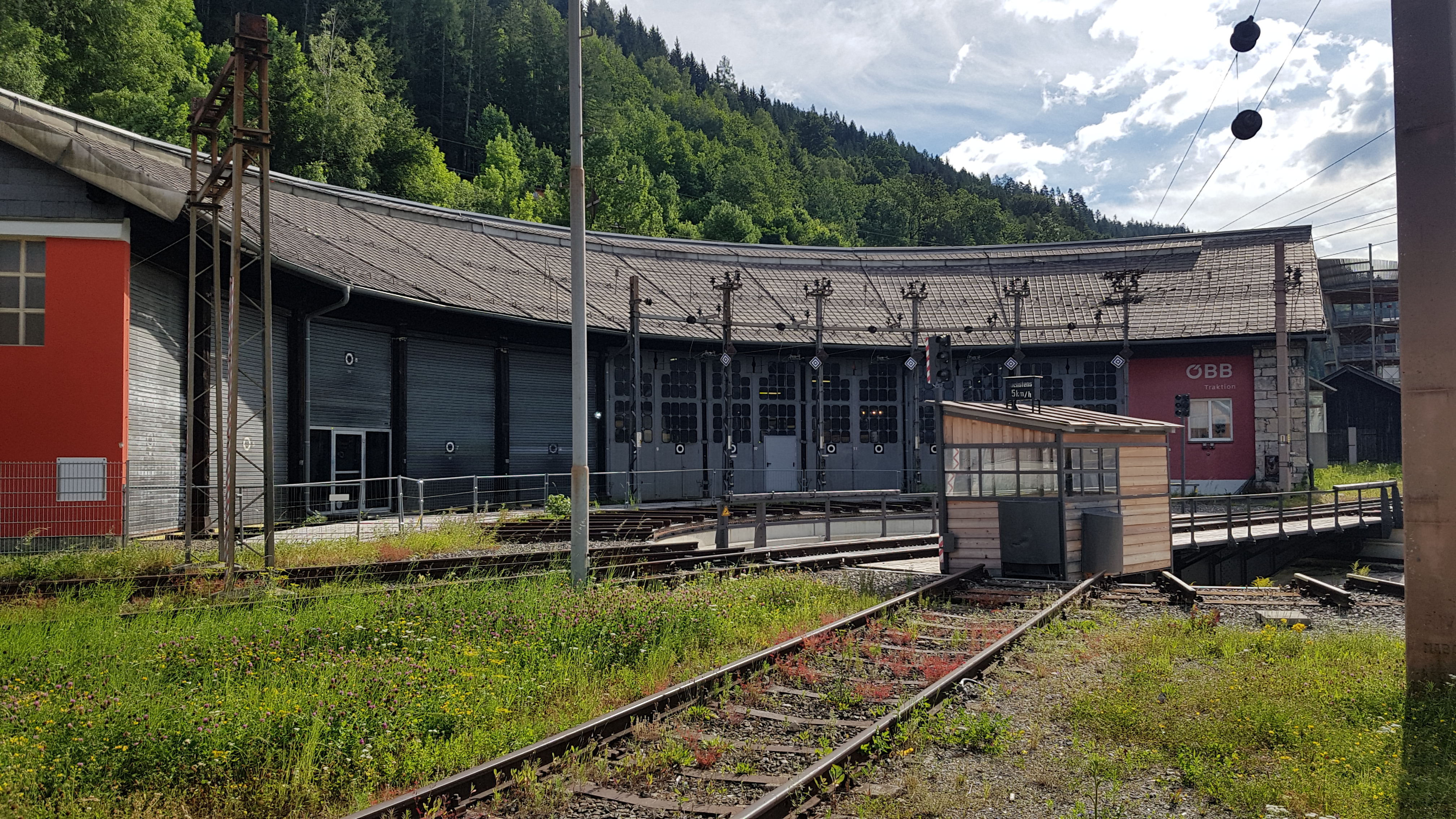
Rundlokschuppen

Träger des Museums ist der im Jahr 2003 gegründete Verein Freunde der Südbahn. In zwei denkmalgeschützten Eisenbahnhallen befindet sich das SÜDBAHN Museum Mürzzuschlag. Zum 150-Jahr-Jubiläum der Semmeringbahn wurde am 10. Juni 2004 die erste Ausstellungshalle des SÜDBAHN Museum eröffnet. Drei Jahre später, am 18. Juni 2007, wurde der Ringlokschuppen als zusätzliche Ausstellungshalle eröffnet. 

## Ausstellungen und Exponate
- Unter dem Hauptthema Über den Berg. Wien – Mürzzuschlag – Triest in 13 Stunden 4 Minuten zeigt die Ausstellung auf insgesamt rund 2200 Quadratmetern Eindrücke vom Bau der Südbahn. Die Ausstellung zur Südbahn dokumentiert die Geschichte dieser verkehrsgeschichtlich bedeutenden Eisenbahnstrecke von den ersten Entwürfen bis in die Gegenwart. Die Lokomotive der Sinne, der Zug der Schicksale und die Viadukt-Baustelle sind einige Themen der Ausstellung. Im „Tunnel“ kann die unter den Schienen noch eingebaute Achssenke der ehemaligen Werkstätte besichtigt werden.
- Das SÜDBAHN Museum komplett macht die Fahrzeugsammlung im Ringlokschuppen. Neben Dampflokomotiven wie der 180.01 sind auch Elektrolokomotiven, zum Beispiel die Schweizer Gebirgslokomotive Ce 6/8 II „Krokodil“, ausgestellt. Die umfangreiche Draisinen-Motorbahnwagen- und Zweiwegefahrzeugsammlung zeigt mehr als 30 derartige Fahrzeuge von den 1830er-Jahren bis in die 2000er von allen bedeutenden Konstrukteuren Österreichs – wie zum Beispiel von Ferdinand Porsche.

Mehrere ehemalige ÖBB-Lokomotiven sowie Fahrzeuge des Technischen Museums Wien sind als Leihgaben ausgestellt, unter anderem ein Exemplar der ÖBB-Reihe 91, das zuletzt auf der Lokalbahn Mürzzuschlag–Neuberg im Einsatz stand. Seit 2024 befindet sich auch die Lokomotive Steinbrück, mit Baujahr 1848 die älteste erhaltene in Österreich gebaute Lokomotive, im SÜDBAHN Museum.

### Exponate

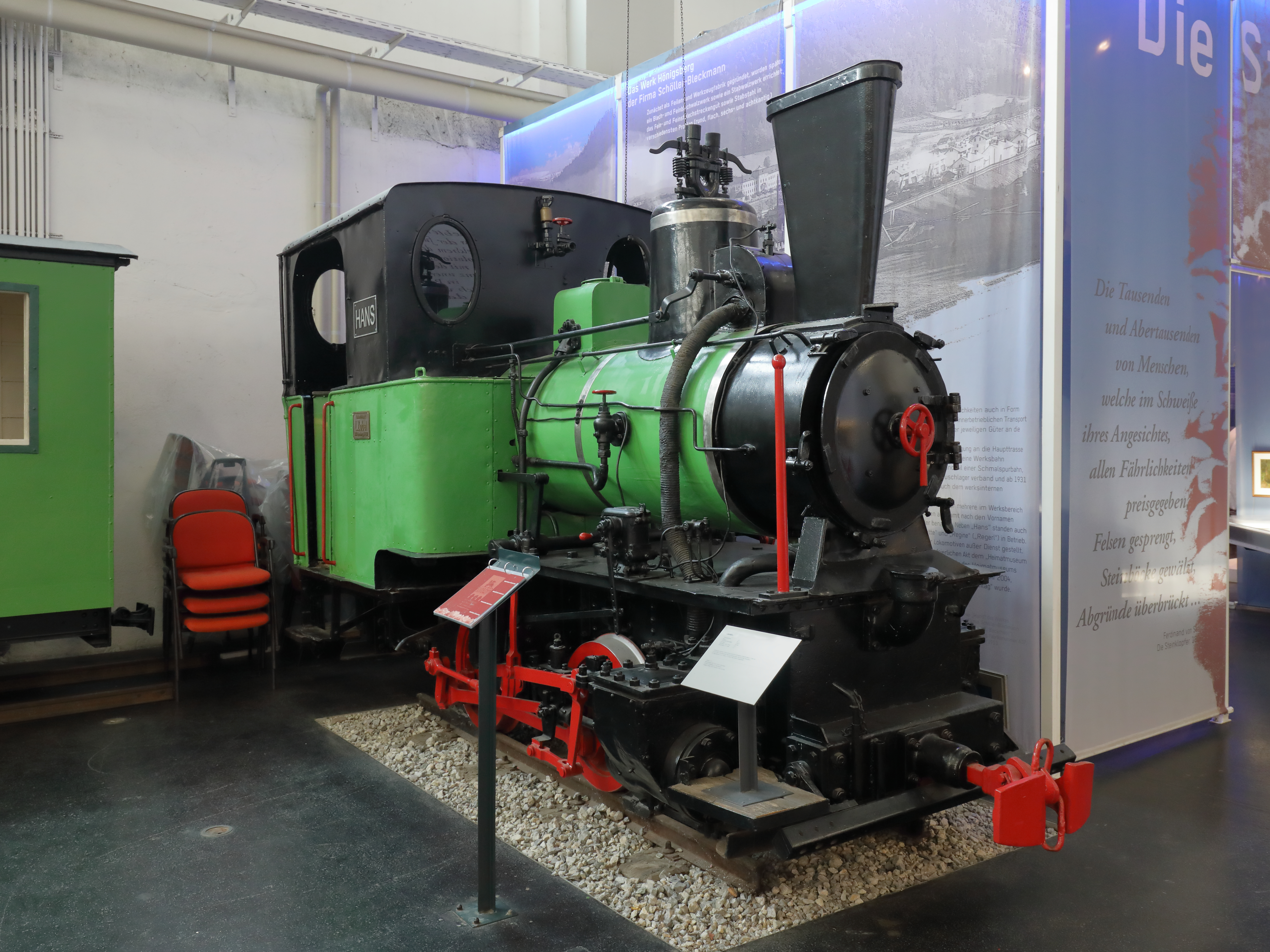
Dampflok „Hans“, Bj. 1913
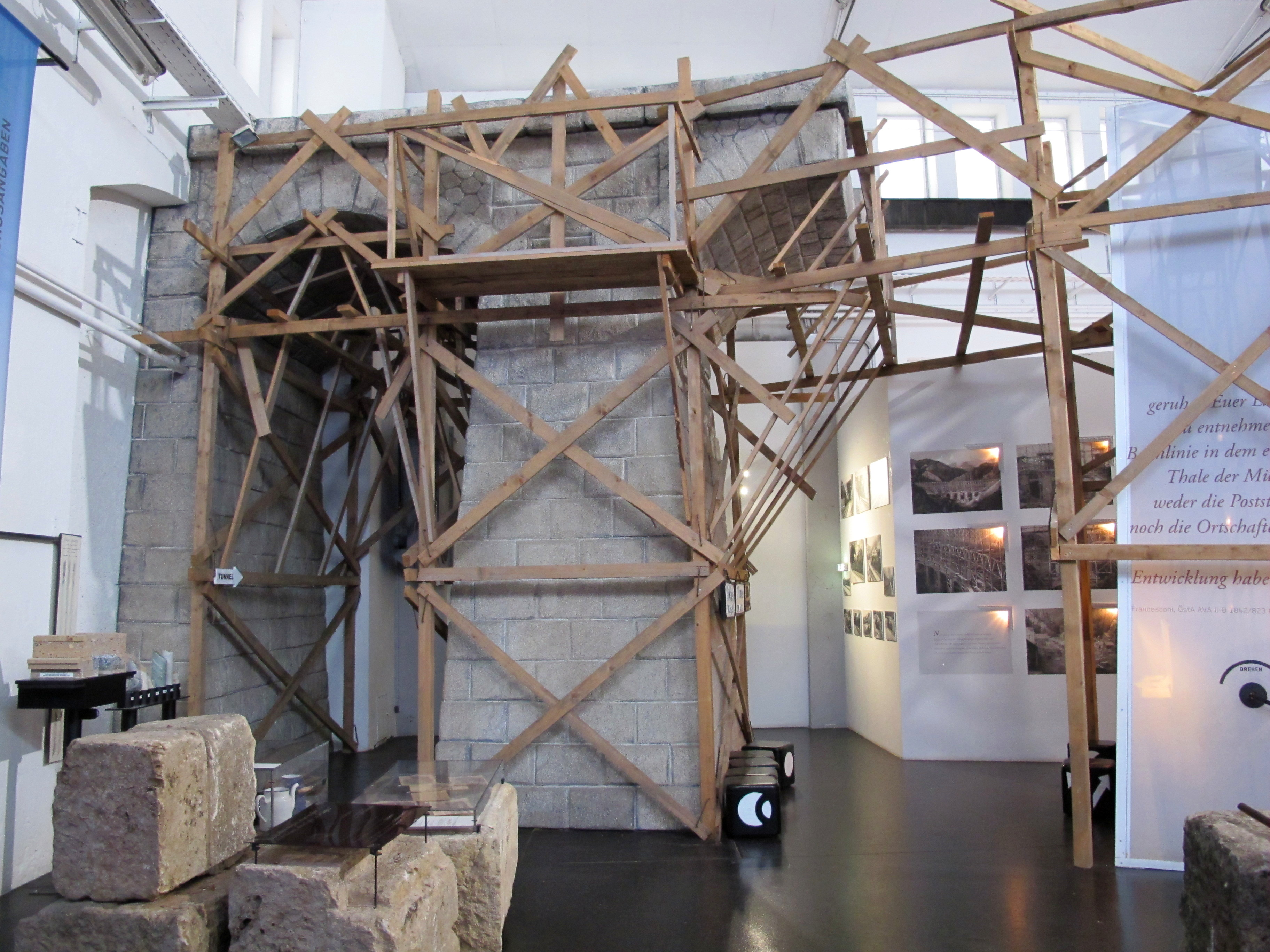
Modell eines Viadukt-Baus der Semmeringbahn
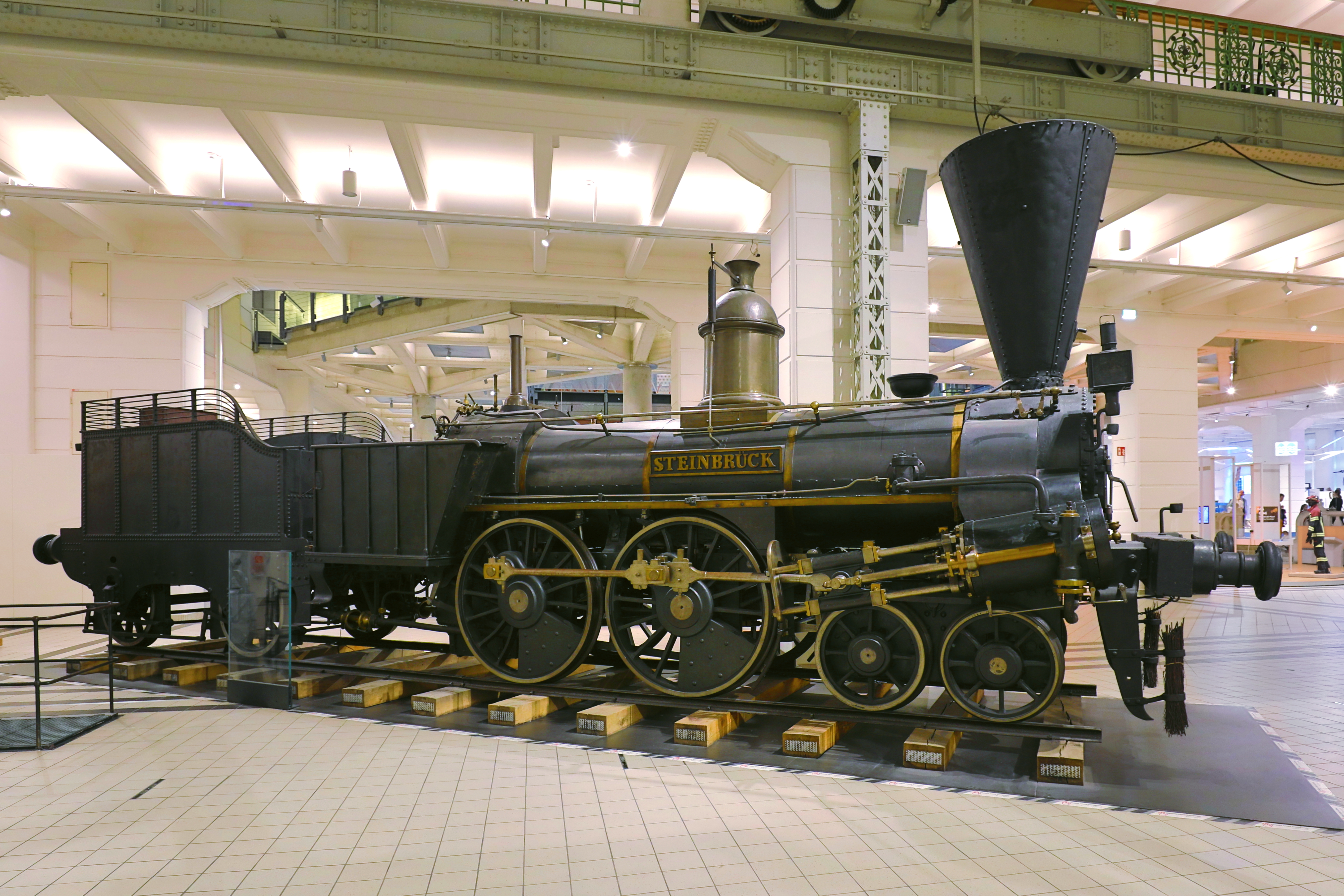
Lokomotive Steinbrück (1848)
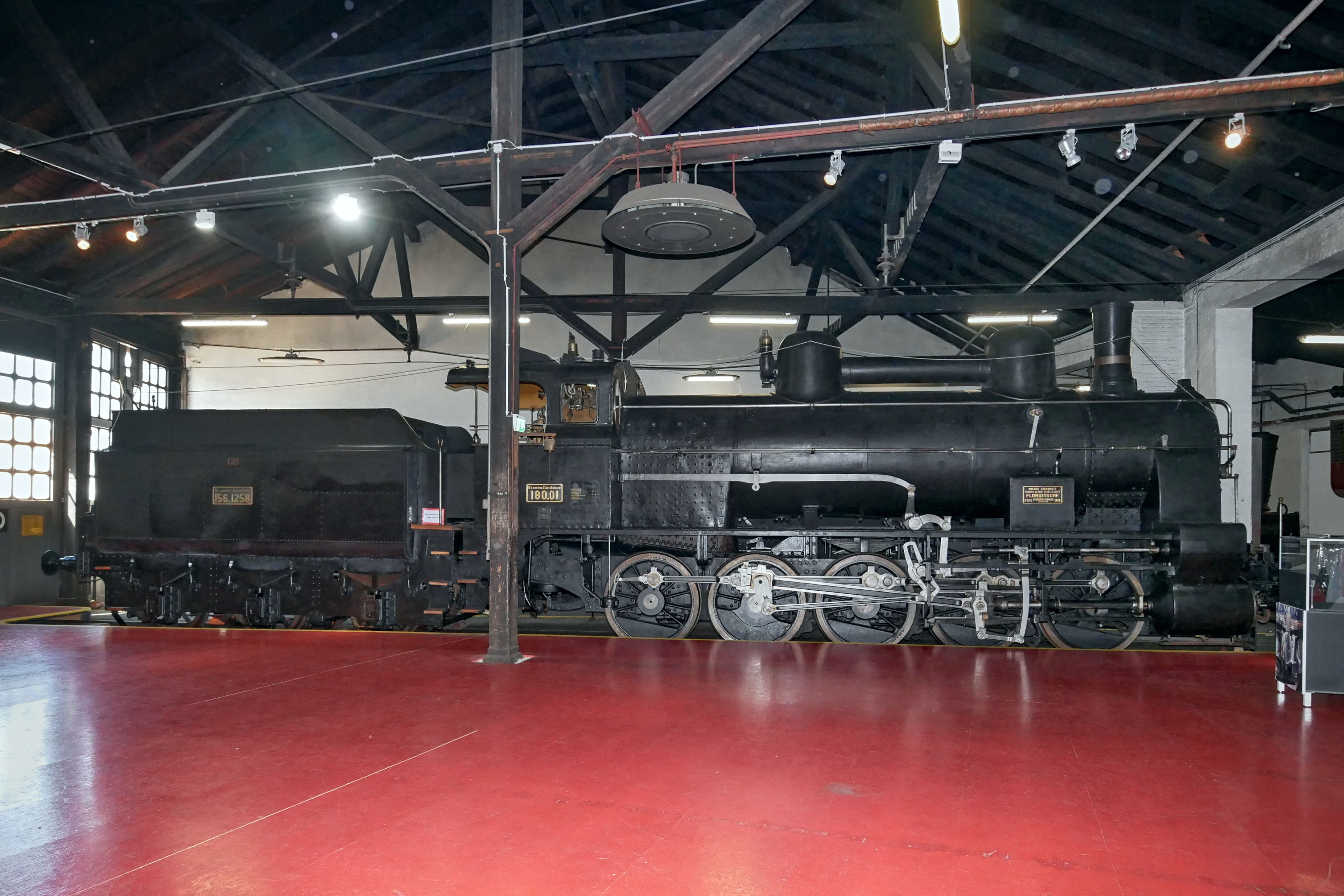
kkStB 180.01 im Ringlokschuppen
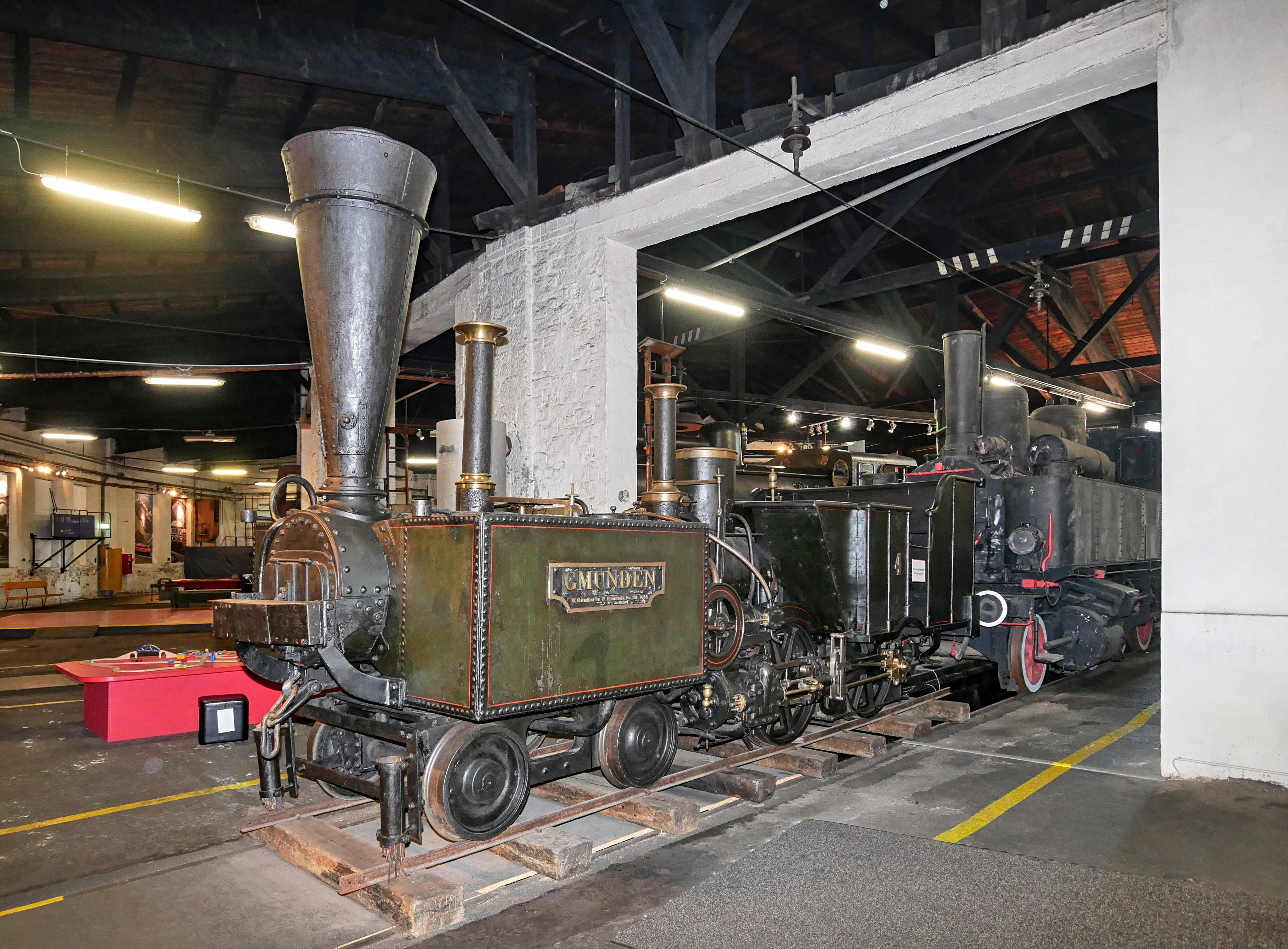
EEG Gmunden (Baujahr 1854) und dahinter kkStB 99
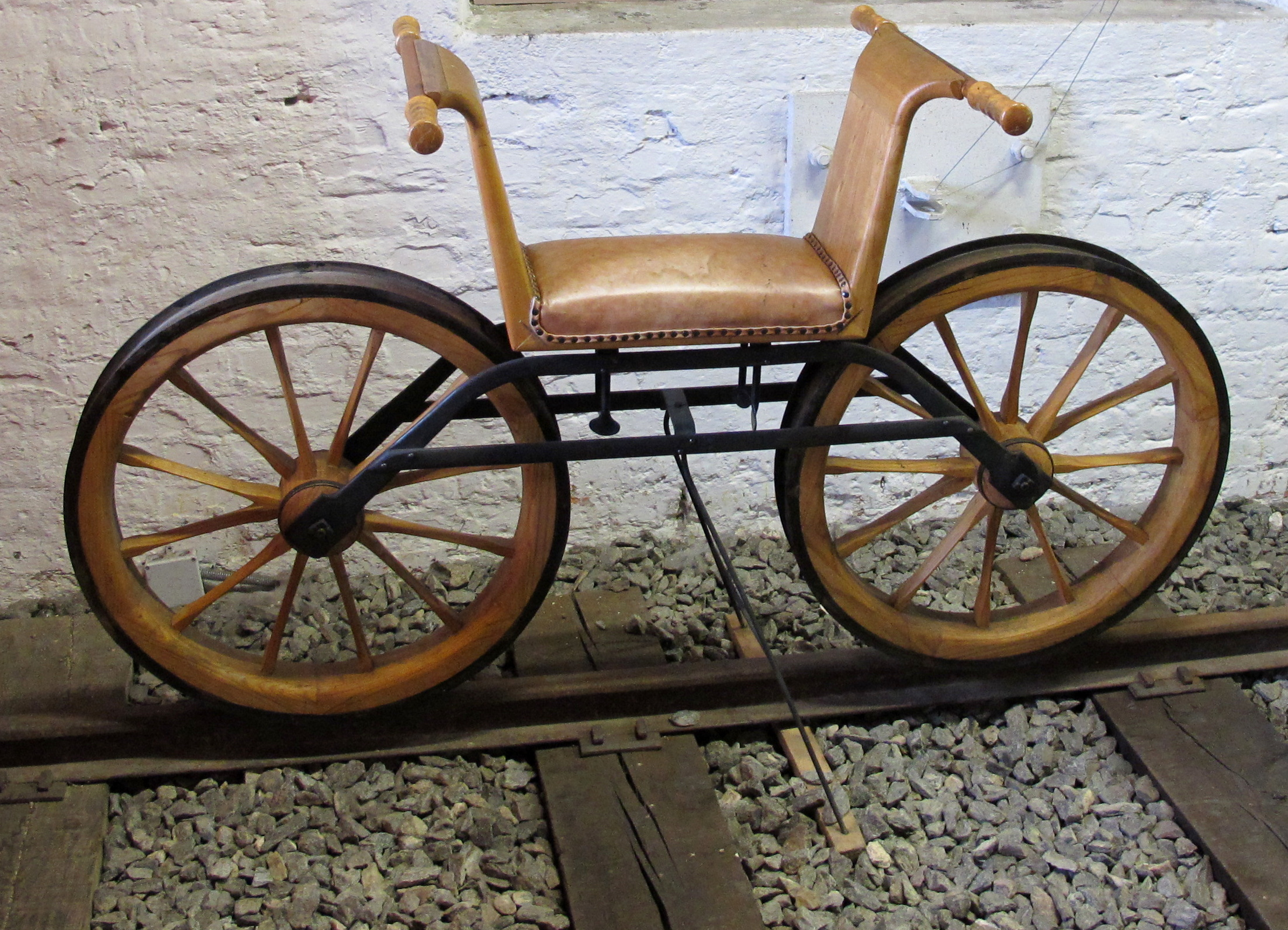
Historische Laufraddraisine
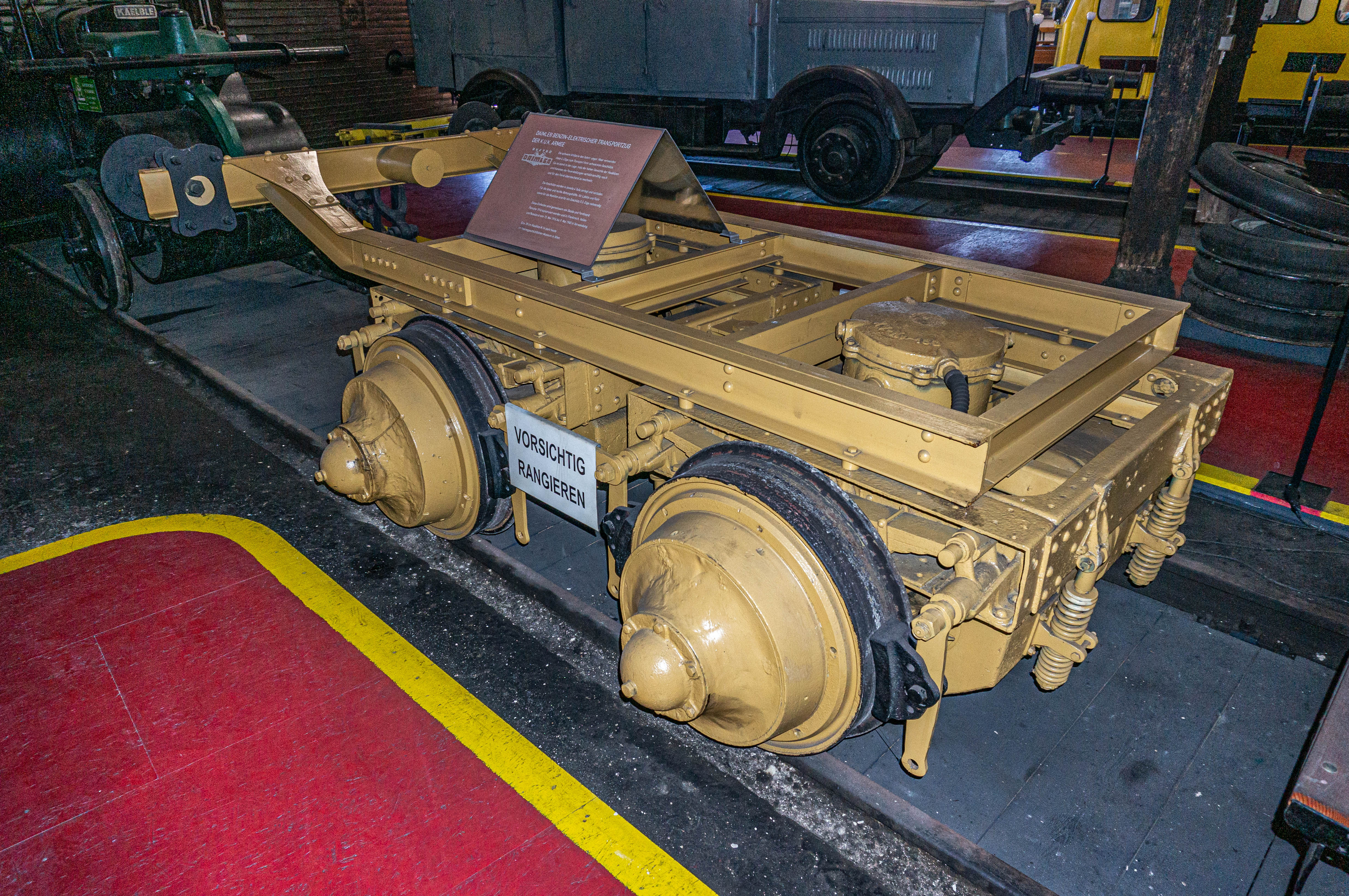
Antriebsdrehgestell des Austro-Daimler-Landwehr-Trains (C-Zug)
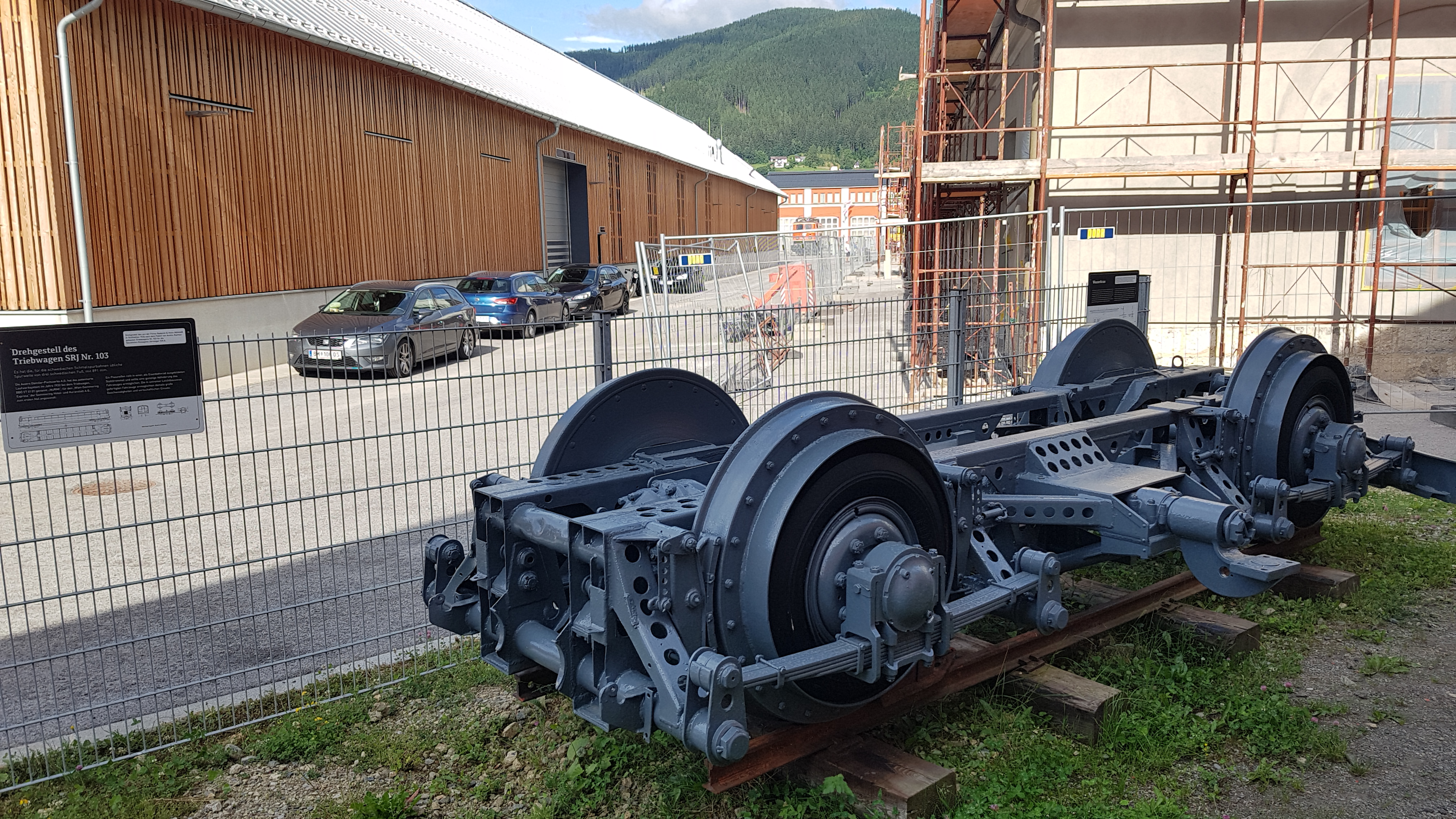
Austro-Daimler-Triebwagen Antriebsdrehgestell